# Salix pyrolifolia
Salix pyrolifolia là một loài thực vật có hoa trong họ Liễu. Loài này được Ledeb. miêu tả khoa học đầu tiên năm 1833.